# ویلش
ویلِش (به لاتین: Viləş) 
(به تالشی: Viləşərü) از رودهای جمهوری آذربایجان است که به دریای کاسپین می‌ریزد. ویلش از بزرگ‌ترین رودهای این کشور است و از رودهای ناآرام منطقه به شمار می‌آید به گونه‌ای که بارها در فصل بارندگی طغیان کرده و به روستاها آسیب‌هایی می‌زند. رودخانه ویلش از ارتفاع ۲۲۰۳ متری در قله قلی‌داش در کوهستان تالش سرچشمه می‌گیرد. ۷۰ درصد آب آن از باران، ۲۰ درصد از آب‌های زیرزمینی، و ۱۰ درصد دیگر از ذوب شدن برف کوهستان‌ها تأمین می‌شود.
رود ویلش در مسیر خود از شهرستان‌های یاردیملی و ماساللی در دشت پست کور-ارس می‌گذرد. رود ویلش بخشی است از ذخیره‌گاه دولتی قزل‌آغاج که منطقه‌ای است حفاظت‌شده برای پرندگان مهاجر که در سال ۱۹۲۹ ایجاد شده است. آب ویلش دارای املاح طبیعی مناسب برای درمان بیماری‌های پوستی است. آب این رودخانه به دریاچه طبیعی کوچکی به نام آب‌انبار ویلش می‌ریزد. حجم این دریاچه ۴۶ میلیون متر مکعب است و کناره‌های آن از مکان‌های گردشگری است.